# Diaea taibeli
Diaea taibeli es una especie de araña cangrejo del género Diaea, familia Thomisidae. Fue descrita científicamente por Caporiacco en 1949.

## Distribución
Esta especie se encuentra en Kenia.